# كانتون بورتوفيخو
كانتون بورتوفيخو (بالإنجليزية: Portoviejo Canton)‏ هو كانتون في الإكوادور، يتبع مقاطعة مانابي، بلغ عدد سكانه 280029 نسمة، في 28 نوفمبر 2010. ينقسم إلى أبرشيات.